# آخرین مترو (فیلم ۱۹۴۵)
«آخرین مترو» (انگلیسی: The Last Metro) یک فیلم به کارگردانی موریس دو کنونژ محصول سال ۱۹۴۵ کشور فرانسه است.